# Pratiche applicazioni di un dilemma filosofico
Pratiche applicazioni di un dilemma filosofico è il quinto romanzo della serie "Il club dei filosofi dilettanti" scritto da Alexander McCall Smith. È ambientato ad Edimburgo, in Scozia, e come gli altri ha per protagonista Isabel Dalhousie.

## Trama
Isabel Dalhousie, direttrice della "Rivista di etica applicata", ascolta per caso una conversazione e viene spinta a indagare sul caso di un medico che la moglie pensia sa stato ingiustamente coinvolto in un caso di droga. La nipote, che solitamente aiuta Isabel, è in vacanza, quindi seguire il caso diventa più difficile anche se Eddie, l'aiutante di Cat, tenta di dare una mano. Il fidanzato di Isabel intanto si avvicina ad uno scostante compositore statunitense e l'indagine prosegue.

## Edizione in italiano
- Alexander McCall Smith, Pratiche applicazioni di un dilemma filosofico: romanzo, traduzione di Giovanni Garbellini, Parma, Guanda, 2013

## Altre edizioni
- Alexander McCall Smith, The comfort of Saturdays, Bath, Windsor, Paragon, 2008
- Alexander McCall Smith, The comfort of Saturdays, Oxford, Isis, 2011